# Rhabdozoum wilsoni
Rhabdozoum wilsoni is een mosdiertjessoort uit de familie van de Rhabdozoidae. De wetenschappelijke naam van de soort is voor het eerst geldig gepubliceerd in 1882 door Hincks.